# Guateque
Guateque è un comune della Colombia facente parte del dipartimento di Boyacá.
Il centro abitato venne fondato da Diego Morales, Salvador Perilla, Isidro Vargas, Juan Antonio Perilla e Agustín Bernal nel 1556, mentre l'istituzione del comune è del 1778.